# Potenza Calcio
Maillots
Actualités
Le Potenza Calcio est un club de football italien basé à Potenza dans la région Basilicate, fondé en 1919.

## Histoire
Depuis sa création club a évolué la plupart de son temps en championnat de 5ème et de 4ème division entre les séries D et C2 en fonction notamment de la répartition en deux niveaux de la 3ème vision italienne.
Le club connait ses meilleures années dans les années 1960 en participant au championnat de Série B de deuxième division de la saison 1963-1964 à la saison 1967-1968. En 1964-1965, elle obtient le meilleur résultat de son histoire avec une 5e place à 5 points du premier, Brescia, grâce notamment à Roberto Boninsegna. Dans le championnat suivant, elle termine 7e. En 1966-1967, elle obtient encore de bons résultats, mais le club est rétrogradé en Serie C en 1967-1968 (dernière place).
Depuis le début des années 1990 et malgré différents problèmes économiques et judiciaires, le club côtoie régulièrement le championnat de 3ème division.
Le club remporte le groupe C de la 4ème division en 1991-1992 et accède au  championnat de 3ème division, la Serie C1 de son autre nom, Lega Po primera division. À la suite de difficultés financières, le club professionnel est mis en faillite à la fin de la saison 1994-1995 et renait aussitôt sous une forme amateure en division inférieure. Il effectue alors des allers retours entre la série D et la série C ou elle évolue en 2009-2010 et termine avant-dernière du groupe B de C1.
L'équipe remporte le groupe H du championnat de série D en 2017-2018 et revient en 3ème division grâce notamment au duo d'attaquants Carlos Clay França et Giuseppe Siclari qui inscrivent à eux deux la moitié de buts de l'équipe qui termine meilleure attaque et meilleure défense du championnat..

## Anciens joueurs
- Roberto Boninsegna